# Idevio
Idevio är ett svenskt mjukvaruföretag, som utvecklar och licensierar egna kartprogram för industri och försvar. Företaget grundades år 2002 med säte i Göteborg.
Idevios produkter är baserade på en egen patenterad teknik utifrån kompression och streaming av vektorbaserad geografisk information.
Idevio köptes upp av Qlik i januari 2017; köpesumman avslöjades inte. 

## Priser och erkännanden
- 2015 - 1:a i Volvo Open Innovation Challenge, arrangerad av Volvo Lastvagnar i samarbete med Vehicle ICT Arena vid Lindholmen Science Park.[5]
- 2012 - Best Series 40 Location-based App i tävlingen Create for Millions challenge av Nokia[6]
- 2011 - Göteborgs Companipris av Göteborg & Co.[7]
- 2010 - Guldmobilen som Årets företag på Mobilgalan.[8]
- 2003 - European IST prize, Information Society Technologies (idag kallat ICT-priset) i Köpenhamn, Danmark) av Europakommissionen.[9][10][11]